# Fejervarya triora
Espèce
Statut de conservation UICN

 LC  : Préoccupation mineure
Fejervarya triora est une espèce d'amphibiens de la famille des Dicroglossidae.

## Répartition
Cette espèce est endémique de la province d'Ubon Ratchathani en Thaïlande. Elle se rencontre entre 230 et 360 m d'altitude dans le parc national de Phu Jong-Na Yoi.
Sa présence est incertaine au Laos et au Cambodge.

## Description
Les femelles mesurent de 54,9 à 60,2 mm.

## Publication originale
- Stuart, Chuaynkern, Chan-ard & Inger, 2006 : Three new species of frogs and a new tadpole from eastern Thailand. Fieldiana, Zoology, New Series, vol. 111, p. 1-19 (texte intégral).